# ORF 1
ORF 1 je rakouský veřejnoprávní televizní kanál, se kterým operuje společnost ORF. Byl to první televizní kanál v Rakousku, který započal vysílání již v roce 1955. ORF 1 vysílá televizní seriály a celovečerní filmy, zatímco ORF 2 se zaměřuje na kulturní a informační programy.
ORF SPORT + je nový sportovní kanál, který ale nebrání ORF 1 ve vysílání významných sportovních akcí. Vzhledem k tomu, že musí soutěžit s širší škálu německých soukromých televizních kanálů přes kabelovou televizi nebo satelit, programy ORF se zaměřují na tradiční publikum. Na rozdíl od německých televizních stanic (které jsou obvykle k dispozici free-to-air), ORF 1 a ORF 2 jsou zakódovány přes satelit.

## Vývoj loga

do r. 1992
1992 – 2000
2000 – 2005
srpen 2005 – 8. leden 2011
2. červen 2008 – 8. leden 2011
8. leden 2011 – 26. duben 2019
8. leden 2011 – 26. duben 2019
od 26. dubna 2019